# Лулу Вонг (кінорежисерка)
Лулу Вонг (кит.: 王子逸 ; народилась 25 лютого 1983) — американська режисерка китайського походження. Вона найбільш відома тим, що написала сценарій і зняла комедійно-драматичні фільми «Посмертно» (2014) і «Прощання» (2019). За останній фільм вона отримала премію Independent Spirit Award за найкращий фільм, а Американський інститут кіно назвав фільм одним із десяти найкращих фільмів 2019 року. Вонг також написала сценарій, продюсувала і поставила кілька короткометражних фільмів, документальних фільмів і музичних відео.

## Молодість і освіта
Вонг народилася в Пекіні. Її батько Хайянь Вонг був китайським дипломатом у СРСР, а мати Цзянь Юй — колишня культурна критикиня і редакторка Пекінської літературної газети. У неї є молодший брат Ентоні. Свої перші роки Ван провела в Пекіні з батьками і ненадовго жила з бабусею по батьківській лінії протягом року в Чанчуні, Цзілінь, перш ніж емігрувати до Майамі у віці 6 років, оскільки її батько захищав докторську дисертацію в Університеті Маямі.
Вонг — піаністка з класичною освітою, починає вчитися з чотирьох років і відвідує школу мистецтв New World School of the Arts. Батьки заохочували її стати професійною піаністкою; її мама щодня водила її до місцевої церкви в Маямі, щоб займатися, перш ніж вони змогли купити для неї піаніно. Зрештою Вонг вирішила не займатися музикою, коли навчалася в коледжі.
Вонг вивчала музику та літературу в Бостонському коледжі з 2001 року і закінчив у 2005 році, отримавши подвійну спеціальність з літератури та музики. Вонг каже, що вона захотіла стати режисеркою після перегляду фільму Стівена Шейнберга «Секретарка» у 2002 році на останньому курсі. Потім вона пройшла два курси кіновиробництва та зняла кілька короткометражних фільмів ще в коледжі. Після вивчення мистецтва кіно та створення кількох короткометражних і документальних студентських фільмів, Вонг переїхала до Голлівуду у 2007 році, щоб займатись письменництвом.

## Кар'єра

### 2005—2007
Кіновиробнича кар'єра Вонг почалась у залах суду. Вона створювала короткі відео «день із життя» для юридичних фірм для свого стартапа, знімаючи щоденну боротьбу постраждалих у повсякденному житті. Вона опитала багатьох клієнтів та їхні родини, намагаючись показати ступінь їхніх травм.
У 2005 році, будучи ще студенткою, Вонг отримала нагороду за найкращий фільм початківця на премії Бостонського коледжу Болдуїна за фільм «Оповідач», який вона зняла разом зі студентом Бостонського коледжу Тоні Гейлом. Наступного року вони виграли премію Болдуіна за найкращий короткометражний фільм «Риби» на кінофестивалі Болдуіна в Бостонському коледжі. Вонг і Хейл також разом працювали над короткометражним документальним фільмом 2006 року «Рибалка в Перській затоці» про надмірний вилов риби у Панамі. Її наступним проєктом став короткометражний фільм Can-Can 2007 року, знятий на основі оповідання Артуро Віванте про шлюб і невірність.

### 2008—2015
У 2008 році, незабаром після переїзду до Лос-Анджелесу, Вонг стажувалася разом з Бернадетт Бургі. Після поїздки в IKEA вони вирішили зняти фільм через свою взаємну прихильність до оповідань і романтичних комедій. Вонг і Бюргі заснували власну виробничу компанію Flying Box Productions; де Вонг зняла кілька короткометражних фільмів і музичних відео, а у 2014 році — свій перший повнометражний фільм «Посмертно». Дія фільму відбувається у Берліні, Німеччина, «Посмертний» — це американо-німецька копродукція, у якій головних ролях знялись Бріт Марлінг і Джек Г'юстон. Фільм дебютував на Цюріхському кінофестивалі 4 жовтня 2014 року, був показаний у США на Міжнародному кінофестивалі у Маямі і був випущений у всьому світі.
У 2014 році Вонг отримала режисерську стипендію Чаза та Роджера Еберта на Film Independent Spirit Awards. Прем'єра короткометражного фільму Вонг «Дотик» 2015 року відбулася на фестивалі Palm Springs International ShortFest. Дотик був відібраний Американською сінематекою також і завдяки фокусу на режисерок-жінок, а також виграв найкращу драму на фестивалі Asians on Film.

### 2016–дотепер
У травні 2016 року Вонг написала та розповіла історію «Чого ви не знаєте» для радіопрограми This American Life. Пізніше того ж року почалася розробка художнього фільму, заснованого на цій історії з продюсером Крісом Вайцем, який почув її по радіо.
У січні 2019 року відбулась прем'єра другого повнометражного фільму Вонг «Прощання» на кінофестивалі «Санденс», де він був відібраний для всесвітнього прокату A24. У фільмі розповідається про нью-йоркську художницю Біллі (яку зіграла Аквафіна в її першій драматичній ролі), яка їде до Китаю для возз'єднання сім'ї, щоб відвідати свою вмираючу бабусю. Сім'я вирішила тримати в таємниці правду про стан Най Най (мандаринською означає «бабуся») і влаштовує весілля як привід для свого возз'єднання. Вонг заснувала фільм на історії власної сім'ї; фільм починається з титульної картки, яка говорить: Засновано на справжній брехні. Фільм представлено здебільшого китайською мовою з англійськими субтитрами. Зйомки проходили в районі, де жила бабуся Вонг, тому вона запропонувала своїй справжній двоюрідній тітці Лу Гонг зіграти саму себе у фільмі.

## Особисте життя
Вонг вільно володіє англійською та китайською мовами, а також трохи розмовляє іспанською. З 2018 року вона перебуває у стосунках із колегою-режисером Баррі Дженкінсом.
Її брат Ентоні працює су-шефом у ресторані Еріка Боста Auburn у Лос-Анджелесі.